# Eitzendorf (Hilgermissen)
Eitzendorf ist ein Ortsteil der Gemeinde Hilgermissen in der Samtgemeinde Grafschaft Hoya im Landkreis Nienburg/Weser in Niedersachsen.

## Geographie
Die Weser passiert Eitzendorf östlich in 3 km Entfernung.

## Eingemeindungen
Seit dem 1. März 1974 gehört die bis dahin selbständige Gemeinde zu Hilgermissen.

## Verkehr
Die von Bremen über Nienburg/Weser nach Hannover führende B 6 verläuft südwestlich 14 km entfernt, während die von Verden (Aller) über Nienburg nach Minden verlaufende B 215 östlich – auf der anderen Seite der Weser – in sechs Kilometer Entfernung verläuft.
In Eitzendorf gibt es keine Straßenbezeichnungen, sondern nur Hausnummern.

## Sehenswürdigkeiten

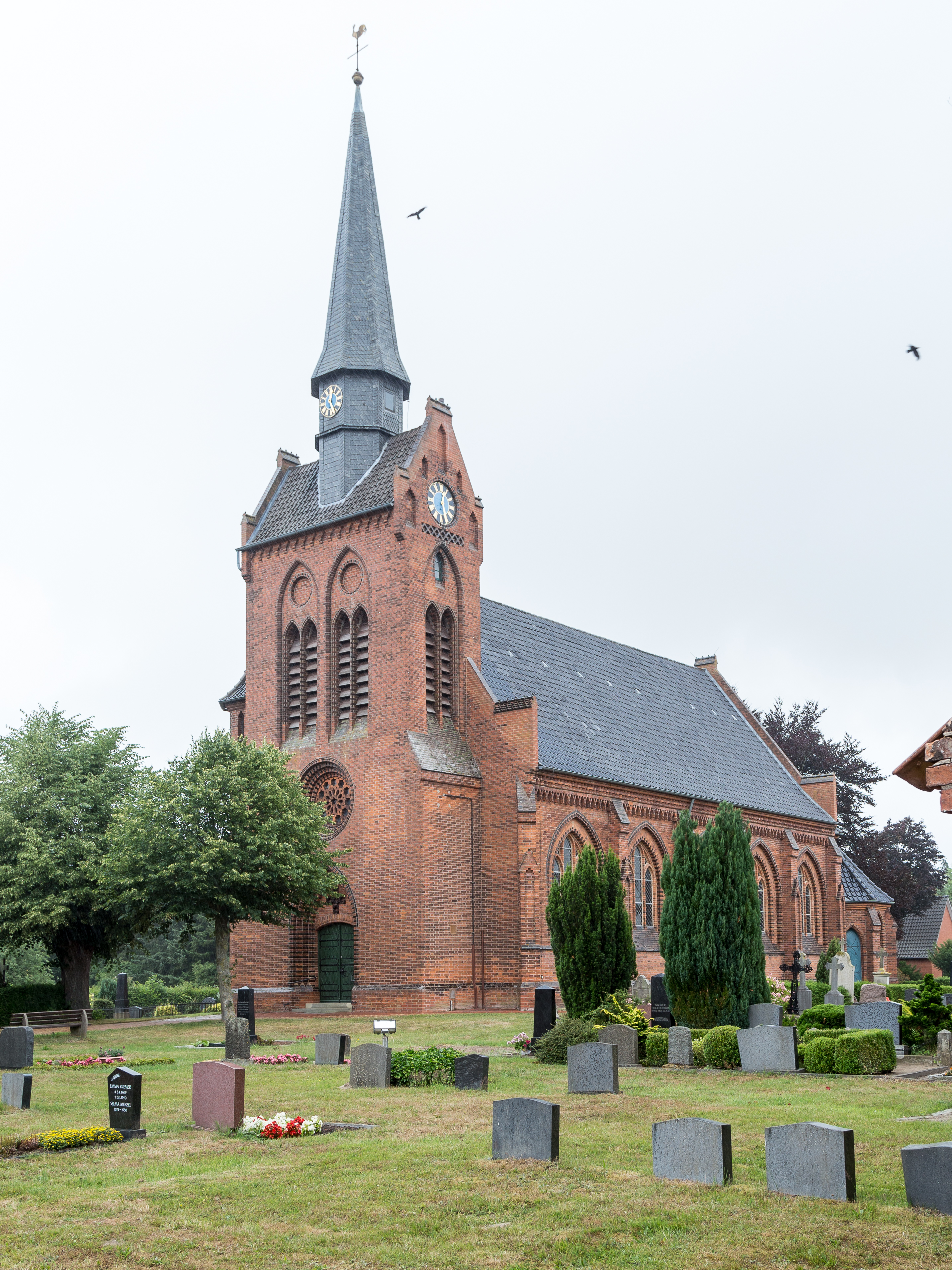
St. Georg in Eitzendorf

- Östlich, einen Kilometer vom Ortskern entfernt, liegt der Alveser See.

### Baudenkmale
In der Liste der Baudenkmale in Hilgermissen sind für Eitzendorf 15 Baudenkmale aufgeführt, darunter
- die evangelische Kirche St. Georg (Eitzendorf)[2] (wurde von dem Architekten Conrad Wilhelm Hase entworfen / Modell auf der Weltausstellung 1893 in Chicago)

## Persönlichkeiten

### Söhne und Töchter der Gemeinde
- Heinrich Adolf Mohrhoff (1825–1908), deutscher Kaufmann, Gründer und erster Vorsitzender der Feuerversicherung Concordia
- Hans-Heinrich Voigt (1921–2017), deutscher Astronom und Leiter der Universitäts-Sternwarte Göttingen

### Personen, die mit der Gemeinde in Verbindung stehen
- Wilhelm Voigt (* 1889 in Hannover; † 1963 in Celle) Pastor in Eitzendorf bis 1923, Vater von Hans-Heinrich Voigt
- Dieter Schäfer (* 22. Juni 1937; † 9. Dezember 2022) (Pseudonym: Didier Vaselis) Grafiker, Maler, Cartoonist, Romanautor[3]

## Vereine
- Dörpsverein Eitzendorf e.V.[4]